# سرای مخلص
سرای مخلص مربوط به دوره صفوی است و در اصفهان، میدان امام، باز ار بزرگ، بازار مخلص واقع شده و این اثر در تاریخ ۱۷ اسفند ۱۳۸۱ با شمارهٔ ثبت ۷۶۳۵ به‌عنوان یکی از آثار ملی ایران به ثبت رسیده است.